# 埃德·洛
埃德·洛（英語：Ed Lowe，2003年8月24日—），英国男子自行车运动员，2021年欧洲青年场地自行车锦标赛男子团体竞速赛金牌得主、2024年夏季奥林匹克运动会男子团体竞速赛银牌得主。